# ألان بلاكلي
ألان بلاكلي (بالإنجليزية: Alan Blakley)‏ هو منتج أسطوانات وكاتب أغاني بريطاني، ولد في 1 أبريل 1942 في بروملي ‏ في المملكة المتحدة، وتوفي في 1 يوليو 1996 في لندن في المملكة المتحدة بسبب سرطان.

## وصلات خارجية
- ألان بلاكلي على موقع IMDb (الإنجليزية)
- ألان بلاكلي على موقع ميوزك برينز (الإنجليزية)
- ألان بلاكلي على موقع أول ميوزيك (الإنجليزية)
- ألان بلاكلي على موقع ديسكوغز (الإنجليزية)
- ألان بلاكلي على موقع قاعدة بيانات الفيلم (الإنجليزية)